# Meall nan Tarmachan
Meall nan Tarmachan – szczyt w paśmie Lawers, w Grampianach Zachodnich. Leży w Szkocji, w regionie Perth and Kinross. 